# Серпуховско-тимирјазевска линија
Серпуховско-тимирјазевска линија (рус. Серпуховско-Тимирязевская)(у 1983-1991 - Серпуховска линија) московског метроа је отворена 8. новембра 1983. Дуга 41,47 км, има 25 станица и линијом саобраћа 8 композиција метроа. Дужина вожње износи 58 минута.
Истовремено, део прелазног тунела између станица «Владикино» и «Отрадноје» се заправо налази изнад нивоа земље, представљајући наткривени метро мост преко реке Лихоборке.